# Dwór na Umultowie w Poznaniu
Dwór na Umultowie – późnoklasycystyczny dwór, zlokalizowany w Poznaniu, na Umultowie, przy ulicy Umultowskiej, w bezpośrednim sąsiedztwie jeziora Umultowskiego i kościoła św. Jadwigi Królowej Wawelskiej. Obiekt został wpisany do rejestru zabytków 12 marca 1970 pod numerem 1025/A.

## Historia majątku

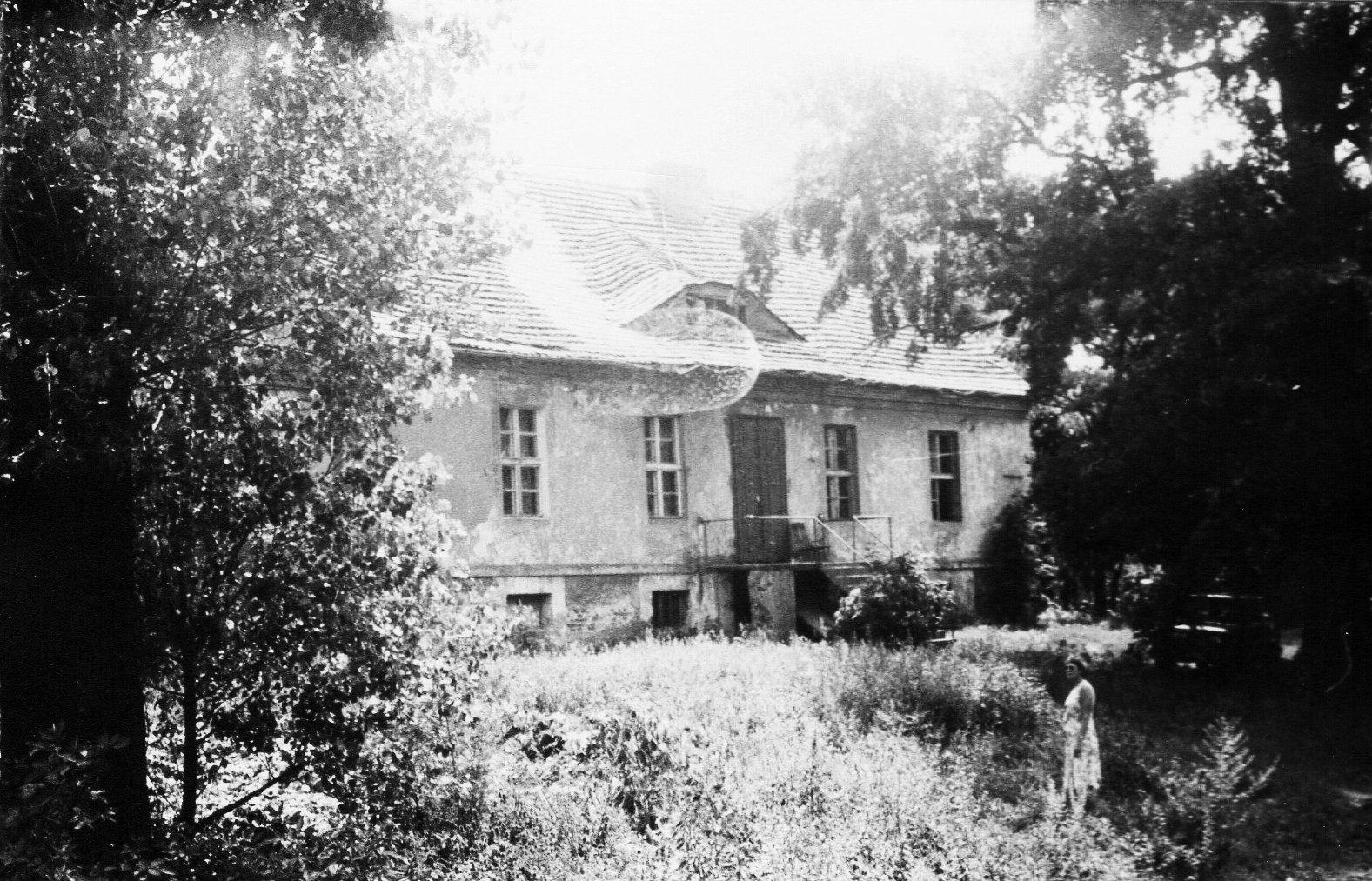
Elewacja ogrodowa w 1989

Wieś Umultowo nadano Poznaniowi w 1253. Od początku XIV wieku stanowiła własność kościelną, potem dominikańską (od 1385), a po kasacie zakonów przez prusaków – skarbu państwa pruskiego. W początku XIX wieku majątek nabyła niemiecka rodzina Von Treskow (w 1860 w dworze urodziła się córka Zygmunta Ottona von Treskow – Antonie Malwine Amalie Valeska von Treskow), by sprzedać go w 1883 Robertowi Thieme z Poznania. W 1905 dobra należały do Komisji Kolonizacyjnej, a w 1910 zostały rozparcelowane. Resztówka zmieniała kilkakrotnie niemieckich właścicieli, a w 1922 stała się własnością polskiego Skarbu Państwa. Kolejni właściciele majątku to: Emilia Murkowska, Tadeusz Bogdański, Kazimierz Rafał Chłapowski i Bolesław Mikulski, dyrektor Banku Cukrownictwa, który odzyskał dobra po II wojnie światowej, pozostające potem w jego rękach do 1958. Obecnie dwór stanowi własność prywatną i nie jest udostępniony do zwiedzania.
W 2006 obiekt został wzorowo odrestaurowany.

## Architektura dworu
Dwór wraz z zabudowaniami folwarcznymi wybudowała rodzina von Treskowów. Jest to obiekt parterowy wzniesiony w początku XIX wieku. Kryje go dach naczółkowy z oknem powiekowym na osi. Ryzalit elewacji frontowej mieści wejście główne i jest zwieńczony trójkątnym naczółkiem. Przed ryzalitem znajduje się niewielki taras z balustradami, które najprawdopodobniej pochodzą z początku XX wieku. Elewacja jest pięcioosiowa, a wnętrze prawdopodobnie dwutraktowe. Dzięki wysokiemu podpiwniczeniu dwór wydaje się być optycznie większym niż jest w rzeczywistości. 
Przy dworze znajdują się pozostałości parku krajobrazowego z połowy XIX wieku o powierzchni 2,03 hektara oraz aleja kasztanowa i budynki folwarku.

## Turystyka
Obok dworu przebiega  żółty szlak pieszy nr 3585.